# Grandchamp-des-Fontaines
Grandchamp-des-Fontaines è un comune francese di 4 737 abitanti situato nel dipartimento della Loira Atlantica nella regione dei Paesi della Loira.

## Società

### Evoluzione demografica
Abitanti censiti